# Dinomyidae
Famille
Les Dinomyidae forment une famille de rongeurs presque tous disparus, hormis une seule espèce : le pacarana, un gros rongeur de la Cordillère des Andes, en danger d'extinction.

## Liste de taxons

### Genre et espèce actuels
Selon Mammal Species of the World (version 3, 2005)  (17 septembre 2013), ITIS (17 septembre 2013), Catalogue of Life (17 septembre 2013) et NCBI (17 septembre 2013) :
- genre Dinomys Peters, 1873

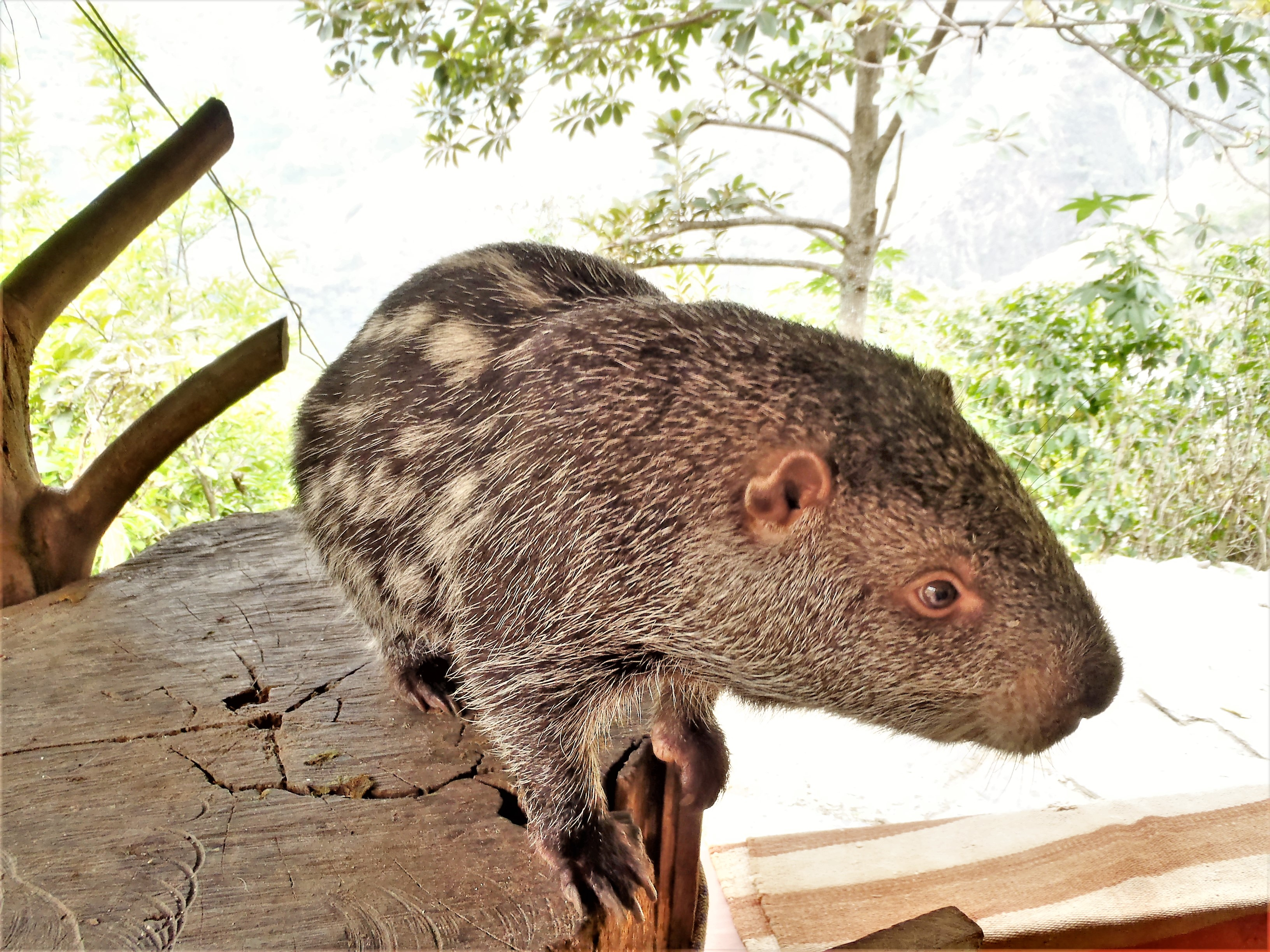
Le pacarana est de dernier représentant vivant de la famille des Dinomyidae connu

  - Dinomys branickii Peters, 1873  —  le pacarana

### Liste des sous-familles et genres passés ou actuels
Selon Paleobiology Database (17 septembre 2013) :
- genre Branisamys
- genre Briaromys
- genre Carlesia
- genre Colpostemma
- genre Diaphoromys
- genre Dinomys
- genre Doellomys
- sous-famille Eumegamyinae
- genre Eumegamys
- genre Eumegamysops
- genre Gyriabrus
- genre Olenopsis
- genre Paranamys
- genre Pentastylodon
- genre Pentastylomys
- genre Potamarchus
- genre Protomegamys
- genre Pseudosigmomys
- genre Scleromys
- genre Simplimus
- genre Telicomys
- genre Tetrastylomys

Selon [réf. nécessaire] :
- † Josephoartigasia Mones, 2007
- † Phoberomys Kraglievich, 1926